# Научна революция
Научна революция е понятие, използвано в историята на науката, за да се опишат съществени промени в научната мисъл, възникнали вследствие на важни открития, поставяйки под въпрос съществуващите дотогава виждания за света и човека. За повечето историци, събитията, определяни като „Научната революция“, са поредицата от дълбоки промени във възгледите за строежа на Вселената, които започват с оповестяването, през 1543 на хелиоцентричната теория от Коперник и достигат своята кулминация през 17 век, когато Лайбниц и Нютон, независимо един от друг откриват диференциалното и интегралното смятане, а Нютон го прилага успешно за предсказване на положенията на планетите и движенията на други небесни тела.

## Революция в астрономията. Хелиоцентризъм
Хилядолетия човешка история са били нужни за да се наложи
Хелиоцентричният модел за строеж на вселената.
За повече от няколко хилядолетия, геоцентричната теория е била възприета от повечето астрономи. Идеята, появила се в издадената през 1543 от Коперник книга, че Земята се върти около Слънцето, е била, за повечето му съвременници нелепа. Тя е противоречала не само на широко утвърденото учение на Аристотел, но и на господстващия тогава здрав разум. Например, мислело се е, че не е възможно Земята да се върти около оста си, понеже ако това е така, ако хвърлим камък от висока кула, той трябва да падне не в подножието на кулата, а много далеч от нея. Освен това центробежните сили биха изхвърлили всичко от повърхността на Земята. Едва по-късно развитите от Нютон идеи за инерциална маса и земно ускорение дават отговор на тези въпроси.
По-късно, много астрономи започнали да използват Коперниковата система, като средство за улесняване на изчисленията, но малко от тях я приемали за вярна. Йоханес Кеплер, анализирайки изключително прецизните наблюдения на Тихо Брахе, забелязва, че планетите се движат не по окръжности, както е предлагал Коперник, а по елипси. Това откритие, заедно с другите закони на Кеплер, представляват най-важното изменение на Коперниковата теория от публикуването ̀и. Първият закон, отнасящ се до движението на планетите по елипси, както и вторият, закона за площните скорости, са публикувани от Кеплер в книгата му Astronomia nova, издадена през 1609. Третият закон, свързващ кубовете на големите полуоси на планетите, с периодите им, е публикуван в друго произведение на Кеплер: Harmonia mundi през 1618. По-късно, Галилей обяснява защо камъните, хвърлени от висока кула падат при основата, при положение, че Земята се върти, с идеята за съществуването на инерция.
Развитието на Научната революция достигнало своята връхна точка в средата на 17 век, когато Исак Нютон предложил закона за всемирното привличане, обединяваш земната и небесна механика, своите три закона за движението на телата, и успешно приложил способите на откритото от него и Лайбниц диференциално и интегрално сматане, за решаване на уравненията, произтичащи от неговите закони, в частност извел трите закона на Кеплер за движението на планетите, като следствия от закона за всемирното привличане.

## История на понятието „революция в науката“
- Терминът революция е често употребяван през XVIII век. Редица автори сред енциклопедистите наричат научните приноси, като например тези на Нютон, научна революция – т.е. поставящи началото на нова епоха. Понятието е развито по-късно в произведенията на учени, историци на науката и философи.
- В „Критика на чистия разум“ Имануел Кант нарича Коперникова революция заменянето на геоцентричната система с хелиоцентрична.
- През ХХ век терминът научна революция е преосмислен и приложен към значителните промени от различни области на науките настъпили с бърза последователност от средата на XIX век.
- Томас Кун отбелязва че големите теоретични промени настъпват не с преобразуване на приетите понятия и аксиоми, а с истински разрив и отхвърляне на приетите възгледи. Една парадигма, новаторска и по-ефикасна отрича предишна и заема нейното място. Под парадигма Кун разбира едновременно научното съдържание, както и социалната и техническа организация на тази наука. Това обединяващо понятие позволява на Кун да противопостави и различи нормативна наука, в стабилно и продуктивно състояние и екстраординара извънмерна наука в състояние на криза, обновление довеждаща до теоретичен разрив. С това понятието Кун обосновава съществуването на две фази в научното познание: нормативно научно познание и екстраординарно, извънмерно научно познание, което е състояние на криза и обновление, довеждаща до теоретичен разрив в съществуващата наука. Според Кун, този разрив е свързан със заемането на мястото на стара парадигма от нова парадигма (действащите фигури правят научен избор, който в някои случаи би могъл да бъде критикуван).
- Според Гастон Башлар научните революции са движещата сила на човешкия прогрес (действащите фигури в тези революции се стремят към по-добро познание и по пълна апроксимация към истината). Научната Теория има две страни – една приемствена, съхраняваща, и една новаторска, отрицания на съществуващото знание. Най-съществените достижения на съществуващата наука са съхранени и предишните нейни елементи са асимилирани. Но заедно с това, те са радикално променени. Това е съществено нов начин на мислене, който неизбежно се основава на предишния.

## Множество научни революции
Историята на науката включва множество научни революции:
- Рационалността, въведена от древногръцките предсократични философи.
- Коперникова революция – отхвърлянето на геоцентризма.
- Научна революция от XVI век и XVIII век.
- Появата на Дарвиновата еволюционна теория.
- Съвременната теория на относителността и различните нейни форми.
- Откриването на ДНК.